# Vanesa Martín
Pour les articles homonymes, voir Vanesa et Martín.
Vanesa Martín, née le 14 novembre 1980 à Malaga, est une chanteuse et auteure-compositrice-interprète espagnole.

## Biographie
Vanesa Martín Mata (Málaga, 14 novembre 1980) est une chanteuse, poète et compositrice espagnole. Sa première participation en tant que chanteuse a été sur l'album intitulé "El owl real". Son premier album s'intitule "Agua y salió" en 2006. En 2009, elle a signé pour la multinationale Warner Music. À ce jour, elle a publié huit albums studio : Agua (2006), Trampas (2009), Cuestión de piel  (2012), Crónica de un baile (2014), Munay (2016), Todas las mujeres que habitan en mí (2018), Siete veces sí (2020) et Placeres y pecados (2022). En 2023, la sortie du single He sido laisse présager la sortie d'un nouvel album prochainement.
Elle a vendu des milliers d'exemplaires en Espagne et en Amérique latine et a donné un grand nombre de concerts en Espagne. Elle a collaboré avec plusieurs artistes tels que Pablo Alborán, India Martínez, Malú, Pastora Soler, Chenoa, David De María , El Arrebato, Manuel Lombo et Diana Navarro, entre autres. La vie artistique de Vanesa Martín a évolué aux côtés de personnalités telles qu'Alejandro Sanz, Pablo Alborán, India Martínez et Manuel Lombo. Elle a donné des spectacles avec ces artistes à diverses occasions et a également composé des paroles de chansons pour plusieurs d'entre eux.
En 2019, elle est devenue coach de The Voice Kids Espagne (es).

### Début
Son amour pour la musique a commencé quand son père lui a offert sa première guitare à l'âge de six ans. Plus tard, elle a étudié la guitare en participant à des chorales, et elle a commencé à y écrire ses premières chansons. À l'âge de quinze ans, elle a joué dans de nombreuses salles à Malaga et est apparue dans des programmes de télévision et de radio locaux. À la fin de 2003, après avoir obtenu ses diplômes d'enseignement et de pédagogie à l'Université de Malaga, elle s'est installée à Madrid et y a donné ses premiers concerts, plus spécifiquement au bar El Taburete.

## Discographie

### Albums Studio
- 2006: Agua (es)
- 2009: Trampas (es)
- 2012: Cuestión de piel (es)
- 2014: Crónica de un baile (es)
- 2016: Munay
- 2018: Todas las mujeres que habitan en mí
- 2020: Siete veces sí
- 2022: Placeres y pecados

### Vidéoclip
- 2019 : De tus ojos (avec Vanesa Martín et Adriana Ugarte)[3]

## Récompenses et nominations
2019 - Prix Cadena Dial.
2019 - Prix Ondas de la meilleure communication musicale.
2019 - LOS40 Music Award pour le clip vidéo national de l'année.
2020 - Prix Odéon meilleure artiste féminine.
2020 - Médaille d'Andalousie.
2020 - Nommé pour le 'Meilleur chanteur de l'année' aux HOY Magazine Awards.